# Coelorinchus anisacanthus
Coelorinchus anisacanthus és una espècie de peix de la família dels macrúrids i de l'ordre dels gadiformes.

## Morfologia
- Els mascles poden assolir 30 cm de llargària total.[5][6]

## Hàbitat
És un peix d'aigües profundes que viu fins als 550 m de fondària.

## Distribució geogràfica
Es troba al nord-oest del Pacífic.